# École européenne de chimie, polymères et matériaux
Die École européenne de chimie, polymères et matériaux ist eine école d'ingénieur (Elitehochschule) in Straßburg, Frankreich. Die Schule ist der Universität Straßburg angegliedert und hat sich auf die Lehre von Chemie, Polymeren und Werkstoffen spezialisiert. Die Schule geht zurück auf die École Nationale Supérieure de Chimie de Strasbourg, die 1919 gegründet wurde und mehrfach umbenannt wurde. Ihren heutigen Namen trägt sie seit 1995.